# Jeff Jensen
Jeff Jensen é um autor de histórias em quadrinhos americanas. É o criador de Green River Killer: A True Detective Story, uma graphic novel ilustrada por Jonathan Case, publicada pela Dark Horse Comics em 2011 e inspirada no envolvimento do próprio pai de Jensen, o detetive Tom Jensen, nas investigações que levaram à prisão do serial killer americano Gary Ridgway, que após sua captura confessou o assassinato de 71 mulheres. Em 2012, Green River Killer ganhou o Eisner Award na categoria "Melhor Obra Baseada em Fatos Reais", e Jensen fora indicado à categoria de "Melhor Escritor".